# Antonio Ángel Algora Hernando

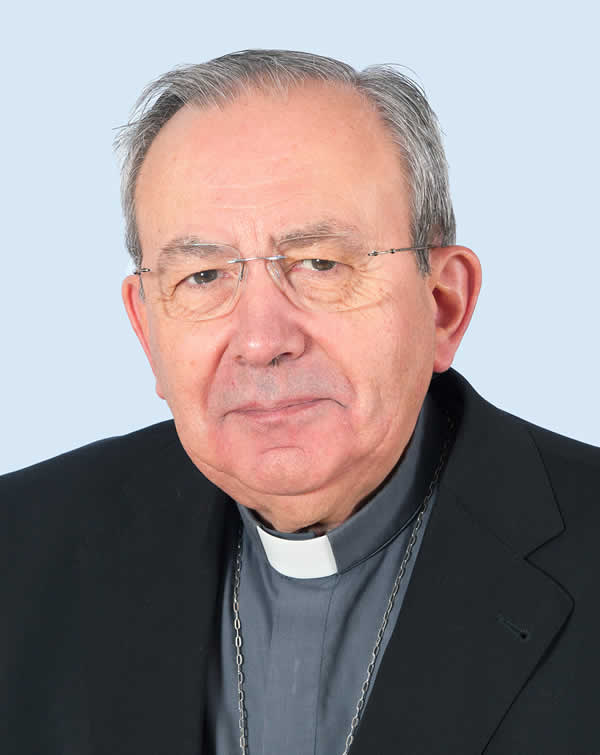
Antonio Ángel Algora Hernando (2016)

Antonio Ángel Algora Hernando (* 2. Oktober 1940 in La Vilueña; † 15. Oktober 2020 in Madrid) war ein spanischer Geistlicher und römisch-katholischer Bischof von Ciudad Real.

## Leben
Antonio Ángel Algora Hernando empfing nach seiner theologischen Ausbildung am Diözesanseminar von Madrid am 23. Dezember 1967 das Sakrament der Priesterweihe und wurde in die damalige Erzdiözese Madrid-Alcalá (heute drei Diözesen: Madrid, Alcalá und Getafe) inkardiniert. Er studierte zudem Soziologie am Sozialinstitut Leo XIII. der Päpstlichen Universität Salamanca in Madrid. Von 1968 bis 1973 war er Berater der Arbeiterbewegung „Hermandades del Trabajo“ in Alcalá de Henares. Als Jugendkaplan der „Hermandades del Trabajo“ war er in Madrid selbst tätig und folgte 1978 dem Gründer Abundio García Román als Leiter des Madrider Zentrums. Am 9. Oktober 1984 wurde er zum Bischofsvikar des Vikariats VIII. der Erzdiözese Madrid ernannt.
Papst Johannes Paul II. ernannte ihn am 11. Juli 1985 zum Bischof von Teruel y Albarracín. Der Apostolische Nuntius in Spanien, Erzbischof Mario Tagliaferri, spendete ihm am 29. September desselben Jahres die Bischofsweihe; Mitkonsekratoren waren Vicente Kardinal Enrique y Tarancón, Alterzbischof von Madrid, und Angel Kardinal Suquía Goicoechea, Erzbischof von Madrid.
Am 20. März 2003 wurde er zum Bischof von Ciudad Real ernannt und erhielt den Ehrentitel Prior de las Órdenes Militares.
Papst Franziskus nahm am 8. April 2016 seinen altersbedingten Rücktritt an. Als Ruhestandsgeistlicher war er in der Pfarrei Santa María la Mayor und San Julián im Madrider Stadtteil Tetuán tätig und engagierte sich wieder für die „Hermandades del Trabajo“.
In der spanischen Bischofskonferenz war er Mitglied der Bischofskommission des säkularen Apostolats und als solcher seit 1990 für die Abteilung für Pastoral der Arbeitnehmer zuständig. Von 1993 bis 2016 war er auch Mitglied des Wirtschaftsrates und Leiter des Sekretariats für die Wirtschaft. Von 1987 bis 1999 war er Mitglied der Bischofskommission für die Sozialpastoral. 2019 wurde er Mitglied der neu aufgestellten Bischofskommission für Sozialpastoral und die Förderung des Menschen. Von März 2020 bis September 2020 war er der kommissarische Leiter für die Pastoralabteilung der spanischen Bischofskonferenz.
Algora starb am 15. Oktober 2020 in einem Madrider Krankenhaus infolge einer COVID-19-Infektion.